# Sauzier Waterfall
Der Sauzier Waterfall ist ein kleiner Wasserfall im Westen der Insel Mahé der Seychellen.

## Geographie
Der Wasserfall liegt im Parish Port Glaud im Gebiet des Morne-Seychellois-Nationalparks, in der Nähe des gleichnamigen Hauptortes des Parish. Er wird vom Rivière L’Islette gespeist und liegt auf ca. 70 m Höhe, kurz vor der Mündung des Baches in die Rivière Mare aux Cochons. Der kleine Wasserfall ist leicht über einen kurzen Fußweg von Port Glaud aus zu erreichen.